# 슬랑오르주

슬랑오르 주의 깃발

슬랑오르 주의 문장

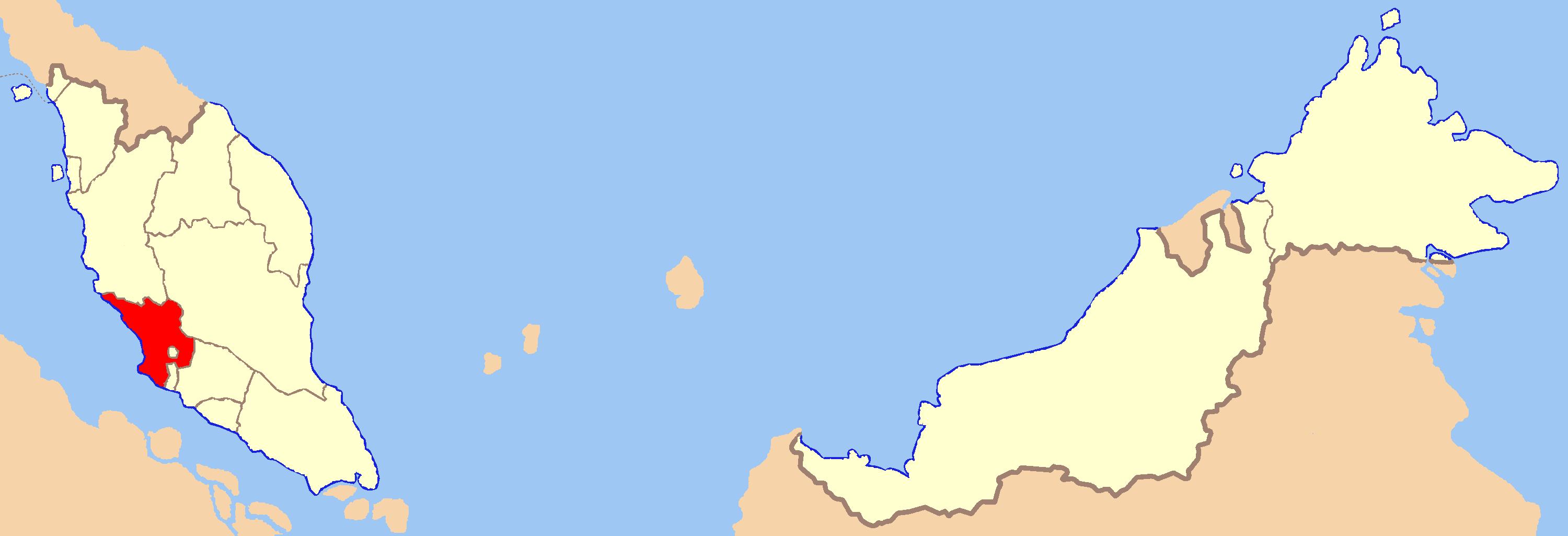
슬랑오르 주

슬랑오르주(Selangor)는 말레이시아를 구성하는 13개의 주 가운데 하나로, 아랍어 별칭으로는 다룰 에산이라 불린다. 주도는 샤알람이지만, 슬랑오르의 첫 도시이자, 왕실 수도는 클랑이다. 다른 도심지로는 2006년에 시로 승격한 프탈링자야가 있다. 인구는 약 6백만 명, 면적은 8,104km2, 인구밀도는 750 명/km2이다. 말레이시아에서 인구가 가장 많으며. 가장 부유한 주이기도 하다.
15세기에 슬랑오르는 믈라카 술탄국의 지배를 받았다. 1511년 믈라카 술탄국이 포르투갈에 함락된 이후에 이 지역은 포르투갈은 물론, 조호르, 아체, 아유타야 왕조의 각축장이 되었다. 1641년 슬랑오르에서 포르투갈을 몰아낼 때 프랑스와 네덜란드는 술라웨시에서 부기스인 용병을 고용했다. 이들은 1740년 술탄 왕조를 세웠고, 현재까지 이어지고 있다. 여러 지역에서 부기스인은 수마트라에서 이주해 이미 정착해 살던 미낭카바우인을 대체하기 시작했다. 19세기는 주석 채광으로 경제가 크게 일어섰다. 1867년부터 1874년까지 내전이 일어났는데, 이는 주석을 둘러싼 쟁탈전 성격이 짙다. 주석 채광으로 인해 중국에서도 많은 노동자가 이주해왔으며, 이들 역시 주석을 둘러싼 내전에 개입하게 된다.